# G-Men vs. The Black Dragon
G-Men vs The Black Dragon é um seriado estadunidense de 1943, produzido pela Republic Pictures em 15 capítulos, dirigido por William Witney. É digno de nota entre os seriados de aventura por conter um número elevado de brigas, encenadas pelo diretor William Witney e uma equipe de dublês.
Esta foi a última produção de Witney antes de sair para servir na Segunda Guerra Mundial; na verdade ele saiu antes de as filmagens estarem completas. A esposa de Witney, Maxine Doyle, volta a atuar pela primeira vez desde que se conheceram no set de um antigo seriado, S.O.S. Coast Guard (1937).
A caracterização do agente federal Rex Bennett foi tão convincente, na atuação de Rod Cameron, que a Republic, rapidamente, mudou seu próximo seriado, já em produção, para o papel de Cameron. Assim, o seriado Secret Service in Darkest Africa se tornou uma seqüência não oficial, com Rod Cameron interpretando o mesmo Rex Bennett, e a personagem feminina, interpretada por Joan Marsh, como uma britânica, a exemplo de G-Men vs. the Black Dragon.
Foi o 28º dos 66 seriados produzidos pela Republic Pictures. Em 1966, o seriado foi editado sob o título Black Dragon of Manzanar, e fez parte do "Century 66" da Republic, com adaptações de seriados para 100 minutos de duração.

## Sinopse
Após espiões japoneses da “Sociedade do Dragão Negro” (Black Dragon Society) infiltrarem-se na fronteira dos Estados Unidos, o Agente Federal Rex Bennett foi escolhido pelo governo para capturá-los. Como o perigoso líder Oyama Haruchi começa a desestabilizar o esforço de guerra dos Estados Unidos através de sabotagem e corrupção, Bennett se alia à agente especial britânica Vivian Marsh e ao agente especial chinês Chang Sing para ajudar a ganhar a guerra, destruindo a Sociedade do Dragão Negro.

## Elenco
- Rod Cameron … Agente Rex Bennett
- Roland Got … Agente Chang Sing
- Constance Worth … Agente Vivian Marsh
- Nino Pipitone … Oyama Haruchi, líder dos Black Dragon Society
- Noel Cravat … Ranga
- George J. Lewis … Lugo
- Maxine Doyle ... Marie (Cap. 8)

## Produção
G-Men vs. The Black Dragon foi produzido com base no sucesso do seriado Spy Smasher, porém a equipe preferiu não apresentar personagens fantasiados.
G-Men vs. The Black Dragon foi orçado em 148,4 mil dólares, porém seu custo final foi 156,5 mil.
Foi filmado entre 26 de setembro e 4 de novembro de 1942, e foi a produção nº 1198.
Foi o último seriado dirigido por William Witney antes de partir para a Segunda Guerra Mundial, e partiu antes de completar as filmagens. Witney arranjou para que sua esposa, Maxine Doyle, fizesse um teste para o filme, com a intenção de deixá-la nos Estados Unidos durante a guerra. Também foi acertado que ela seria a única candidata para o papel, mas isso não foi revelado até que ela chegou para a audição. Foi sua primeira atuação desde que o casal se conheceu no set de um antigo seriado, S.O.S. Coast Guard (1937). Este arranjo quase levou a ligeiros problemas no relacionamento, quando a atriz australiana Constance Worth apareceu no quarto do hotel de Witney bêbada. Ela foi levada por um colega antes de Maxine tomar conhecimento de sua presença.

## Lançamento

### Cinemas
A data oficial do lançamento de G-Men vs. The Black Dragon é 16 de janeiro de 1943, porém atualmente se considera essa a data da disponibilização do 7º capítulo.

### Televisão
G-Men vs. The Black Dragon foi um dos 26 seriados da Republic a serem editados para a televisão em 1966, e seu título foi então mudado para Black Dragon of Manzanar. Essa versão foi feita com 100 minutos de duração.

## Crítica
Nas palavras de Cline, o seriado e sua sequência são "dramas bem-feitos com elencos altamente capazes e profissionais". A partir da fórmula normal, a identidade do vilão é conhecida para o público.

## Capítulos
1. The Yellow Peril (25min 26s)
2. Japanese Inquisition (15min 34s)
3. Arsenal of Doom (15min 32s)
4. Deadly Sorcery (15min 34s)
5. Celestial Murder (15min 36s)
6. Death and Destruction (15min 35s)
7. The Iron Monster (15min 35s)
8. Beast of Tokyo (15min 39s)
9. Watery Grave (15min 31s)
10. The Dragon Strikes (15min 34s)
11. Suicide Mission (15min 35s)
12. Dead on Arrival (15min 31s)
13. Condemned Cargo (15min 34s)
14. Flaming Coffin (15min 34s)
15. Democracy in Action (15min 40s)

Fonte: